# 왓카나이 공항
왓카나이 공항(일본어: 稚内空港, 영어: Wakkanai Airport, IATA: WKJ, ICAO: RJCW)은 일본 홋카이도 왓카나이시에 위치한 제2종 공항으로 항공 정기편이 취항하고 있는 공항 중 일본 최북단에 위치하고 있다.

## 개요
노삿푸곶 (동해 방면)과 소야곶(오호츠크해 방면)의 사이에 소야만 주변을 지나는 소야 국도를 따라 왓카나이시 시가지부터 동쪽으로 약 12Km 떨어진 황량한 초원지대에 위치해 있다. 
그리고 일본 최북단의 제트기가 운용 가능한 공항이며 삿포로 신치토세나 도쿄 하네다 노선이 있으며 소야 종합 진흥국 내에 있는 거점 공항으로 중요한 역할을 담당하고 있다.
활주로는 08/26 방향으로 2,200m이며 평행유도로는 없는 대신 활주로 양단에는 터닝 패드가 있고 착륙대 부분은 300m이며 계기 착륙 대응 또한 가능하며 계기 착륙 장치(ILS)는 활주로 08 방면에 설치되어 있다.
통상적으로 80% 정도의 취항률을 보이고는 있으나 겨울철에는 궂은 날씨 때문에 70% 정도 되며 2007년부터 2,000m였던 활주로를 26 방면을 200m 연장해 2,200m로 변경하는 공사를 시작하여 2009년 10월에 완성된 뒤 같은 해 11월 19일부터 사용하기 시작했다.
1997년부터 운항중인 도쿄 (하네다) 선의 연중 취항을 유지하기 위해 왓카나이시가 "고향 거주자는 해당 노선을 이용하는 경우 보조금을 지급한다"라는 "시민 운임 조성 제도"를 제정했지만 할인 운임 확충을 이유로 2005년 4월을 끝으로 종료했으며 연간 이용객수는 2014년 기준으로 국내 182,166명이다.

## 역사
- 1960년 - 1200m 활주로를 가지고 운영 시작.[1] 오카다마 공항까지 부정기편 운항 개시
- 1974년 - 오카다마 공항, 리시리 공항행 정기편 취항
- 1978년 - 레분 공항행 취항
- 1980년 - 치토세 공항(현 신치토세 공항)행 취항
- 1987년 - 1800m로 활주로 연장, 도쿄 국제공항행 노선 취항 (하절기 운항)
- 1988년 - 2000m로 활주로 연장, 계기착륙장치(ILS) 설치
- 1995년 - 간사이 국제공항행 노선 취항 (하절기 운항)
- 1997년 - 도쿄 국제공항행 노선 연중 운항
- 2000년 - 터미널 내에 여객 공간 운영 시간을 8:30부터 20:00까지로 변경
- 2003년 - 에어 홋카이도가 운영하던 리시리 공항, 레분 공항 노선 폐지
- 2004년 - 주부 국제공항행 노선 취항 (하절기 운항)
- 2005년 - 터미널 내에 여객 공간 운영시간을 8:30부터 18:30까지로 변경
- 2009년 - 활주로 북쪽 방면에 있던 옛 터미널 건물을 해체함. 활주로를 2,200m로 연장함[1]
- 2016년 4월 1일 - 업무집약화로 왓카나이 공항 출장 근무소의 항공 관제 기술관이 신치토세 공항으로 이동

## 시설
왓카나이 공항 빌딩이 운영하고 있는 터미널 건물은 활주로 남측에 있다. 1998년 준공, 국내선용 설비만 준비되어있으며, 국제선 설비는 없다. 1기의 보딩 브리지가 있다. 지상 4층, 지하 1층의 건축물이며, 1층부터 4층을 여객 공간으로 사용중이다. 운영 시간은 8:30부터 17:00까지이다.
- 1층 - 항공 회사 카운터, 도착 로비, 항공 수하물 창구, 경찰관 파출소
- 2층 - 출발 로비, 맞이방, 매점, 식당가
- 3층 - 환송 데스크 (무료)
- 4층 - 전망대 (무료)

## 운항 노선

### 국내선
| 항공사                         | 목적지                         |
| ------------------------------ | ------------------------------ |
| 전일본공수 (ANA 윙스에서 운항) | 도쿄(하네다), 삿포로(신치토세) |

## 교통

### 대중 교통 기관
- 셔틀 버스/리무진 버스
  - 소야 버스32번 - 페리 터미널 (왓카나이 페리 터미널 앞) 출발편 (왓카나이 역 앞 터미널 (왓카나이역앞), 남부 역 앞 (미나미왓카나이역 ) 경유)

#### 환승편
소야 버스 32번은 다음과 같이 운행하고 있다.
- 접속 항공편[7]이 결항일 경우, 이 노선에 해당하는 편도 운행을 하지 않는다.
- 접속 항공편[7]이 연착일 경우, 페리 터미널 행 (공항 터미널 출발) 버스는 항공편이 도착 할 때까지 출발하지 않는다.
- 페리 터미널 행과 공항 터미널 행은 어느쪽이든 도중 하차 제도는 해당되지 않는다.
- 운임은 노선 구간에 관계 없이 균일한 요금 체계가 적용된다.

### 개인 교통 수단
- 개인 자동차
  - 약 200대 수용 가능한 주차장이 있음

#### 소요 시간
자동차로 왓카나이 시가지로부터 약 12Km, 소야 곶에서 약 23Km
홋카이도 지방도 1059호 왓카나이 공항선 (왓카나이 공항 접속 도로)를 이용한 경로
- 왓카나이 시가지
  - 홋카이도 지방도 121호 왓카나이 삿쇼선 ⇒ 국도 238호 ⇒ 국도 40호 (약 14분)
- 소야 곶
  - 홋카이도 지방도 121호 왓카나이 삿쇼선 ⇒ 국도 238호 (약 23분)

## 사진
왓카나이 항 주변의 녹지대에 있는 왓카나이 공원이나, 해당 공항으로부터 시가지측으로 약 3Km 떨어져 있던 큰고니의 도래지로 알려진 오누마가 있다.

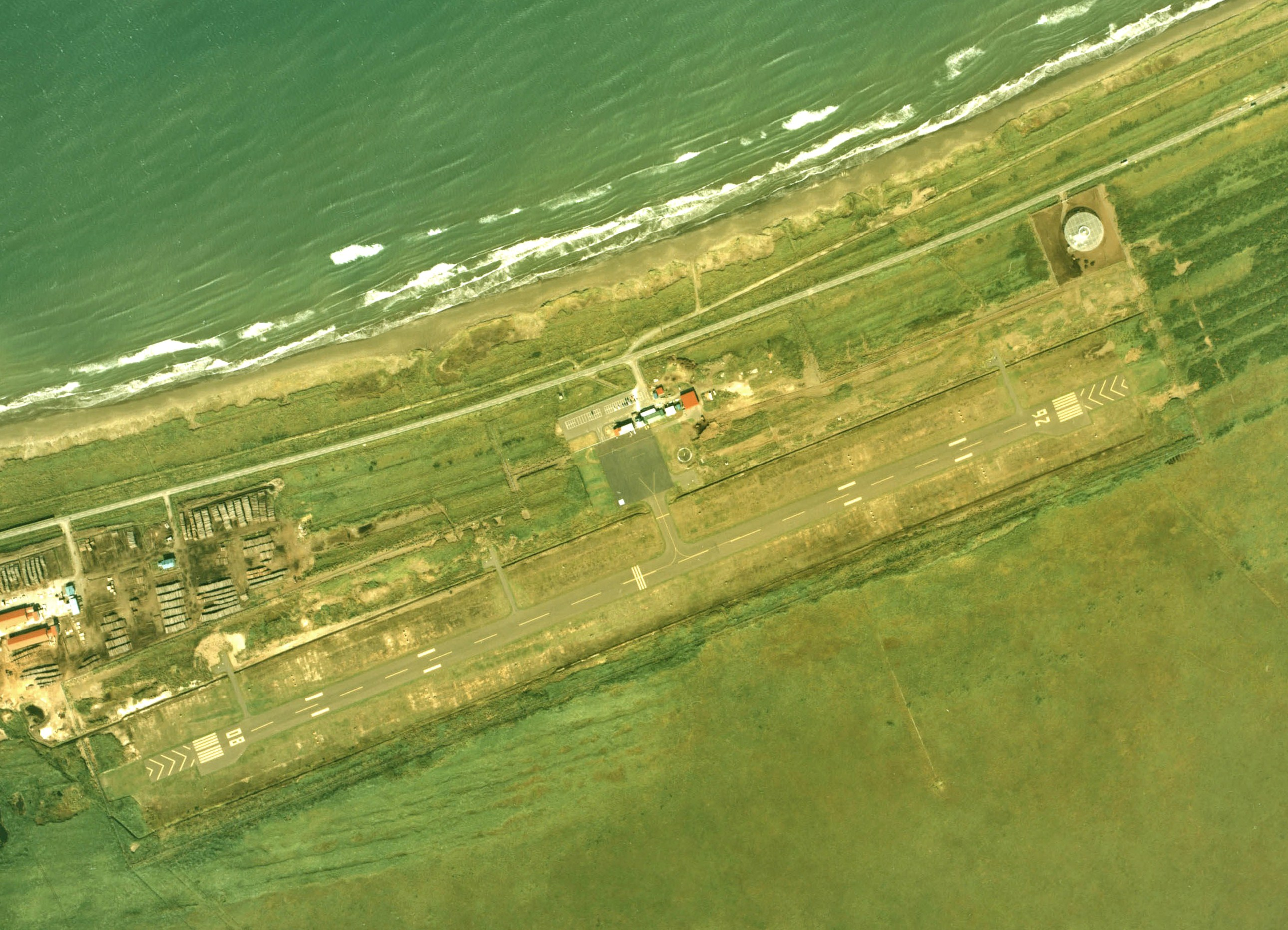
왓카나이 공항 주변 항공 사진. 1977년 촬영
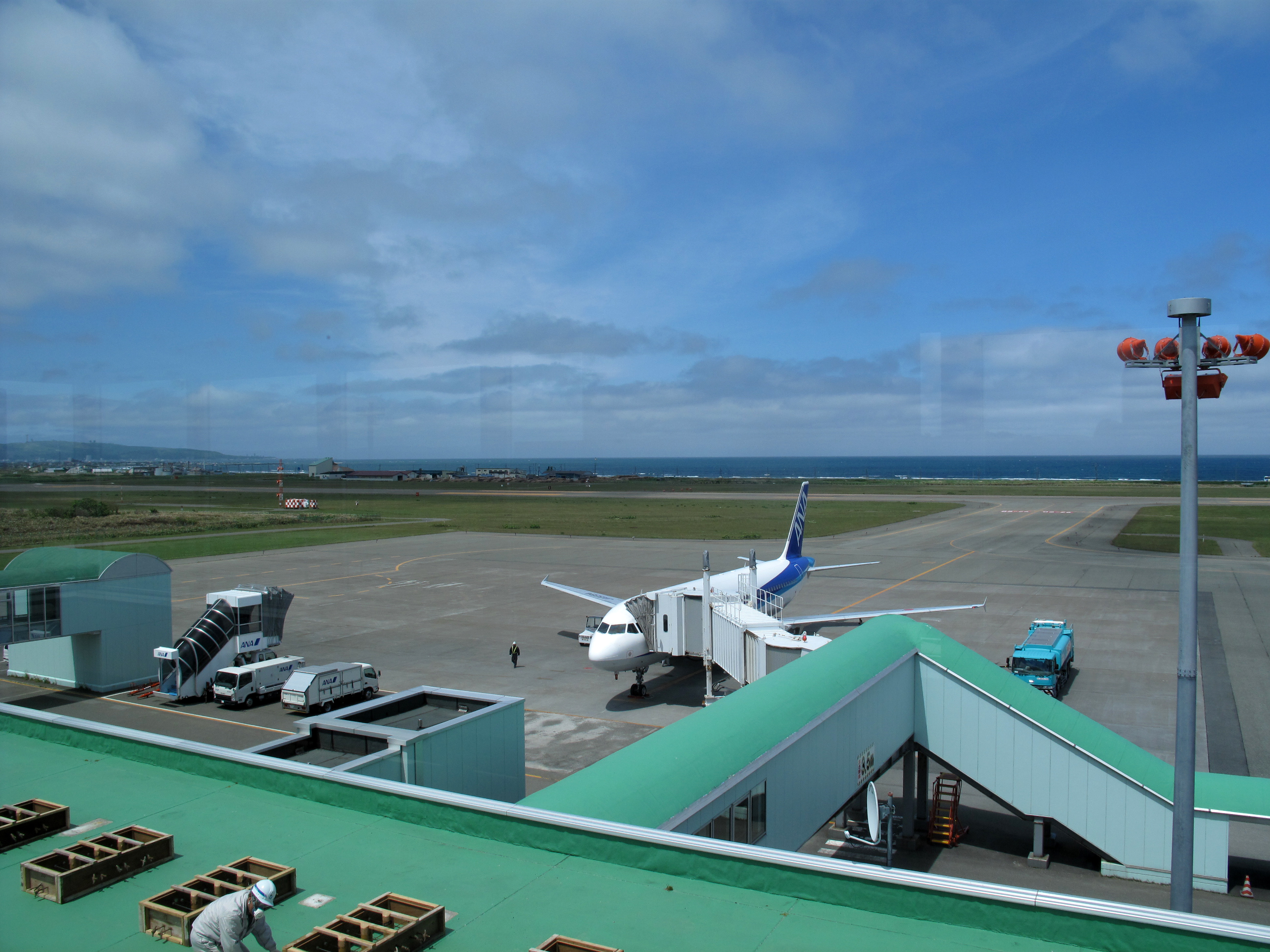
전망대에서

- 왓카나이 VORDME/ILS 보수관소는 신치토세공항 시스템 운용관리 센터 (항공관제기술관)에 있음

## 같이 보기
- 히가시 코에토이 역 - 1987년 연장 활주로 운용 개시를 기념해 같은해 6월 1일부터 1일간 영업한 JR 텐포쿠 선의 역
- ANA크라운 프라자 호텔 왓카나이 - 전일본공수 항공의 취항 노선 수 증가에 따라 1993년에 왓카나이 시가 옛 왓카나이 전일본공수 호텔로 개설 한 호텔
- 홋카이도의 관계단체 목록 - 왓카나이 공항 건물은 홋카이도의 관련단체로 지정되어있음
- 대한항공 007편 격추 사건